# Festival de Cine de Woodstock
El Festival de Cine de Woodstock es un festival de cine celebrado anualmente en las localidades neoyorquinas de Woodstock, Rosendale, Rhineback, Saugerties y Kingston. Fue fundado en el año 2000 por los cineastas Meira Blaustein y Laurent Reijto, con el objetivo de llevar cine de calidad a la región del Valle del Hudson.
El festival entrega el Premio Honorario Maverick a destacados actores y cineastas. Han recibido este galardón Susan Sarandon, Kevin Smith, Woody Harrelson, Steve Buscemi, Richard Linklater y Tim Robbins, entre otros.

## Premios otorgados
- Premio Honorario Maverick
- Mejor largometraje
- Mejor documental
- Mejor documental corto
- Mejor corto estudiantil
- Mejor fotografía
- Mejor edición
- Mejor corto animado
- Premio de la audiencia